# Distrito de Santa Catalina o Calovébora
Santa Catalina o Calovébora (o Bledeshia) es un distrito de la comarca indígena panameña Ngäbe-Buglé y fue creado por la Ley 33 del 10 de mayo de 2012, segregándose del distrito de Kusapín.

## División política
El distrito se compone de los siguientes cinco corregimientos:
- Santa Catalina o Calovébora (Bledeshia)
- Alto Bilingüe (Gdogüeshia)
- Loma Yuca (Ijuicho)
- San Pedrito (Jiküi)
- Valle Bonito (Dogata)